# Distretto di Conchán
Il distretto di Conchán è uno dei diciannove distretti  della provincia di Chota, in Perù. Si trova nella regione di Cajamarca e si estende su una superficie di 180,23 chilometri quadrati.

Istituito il 4 novembre 1889, ha per capitale la città di Conchán; al censimento 2005 contava 6.939 abitanti.